# Hexaclorociclopentadieno
El hexaclorociclopentadieno (HCCPD), también conocido como C-56, Graphlox y HRS 1655, es un compuesto organoclorino con la fórmula C5Cl6. Es un precursor de los pesticidas, retardantes de llama y tintes. Es un líquido incoloro, aunque las muestras comerciales aparecen como un líquido amarillo de limón a veces con un vapor azulado. Muchos de sus derivados demostraron ser muy controvertidos, ya que los estudios mostraron que eran contaminantes orgánicos persistentes. Se estima que 270000 toneladas se produjeron hasta 1976, y se continúan produciendo cantidades más pequeñas actualmente. Dos fabricantes prominentes son Velsicol Chemical Corporation en los EE. UU. Y por Jiangsu Anpon Electrochemicals Co. en China.

## Historia
HCCPD es un compuesto organoclorino altamente tóxico que se mencionó por primera vez como un dieno en ciertas reacciones de alilas de Diels en 1930. La familia química HCCPD atrajo rápidamente una mayor atención con el descubrimiento de sus propiedades insecticidas en 1955 y una amplia comercialización. Sin embargo, debido al uso extenso, la familia de insecticidas HCCPD (clordano, aldrina, dieldrina, endrina, heptacllor) se volvió menos efectiva como resultado de mutaciones genéticas de los insectos específicos. El número de insectos resistentes a los ciclodienos y el lindano se acercó a 300 en 1989.
Más tarde, en 1957, se encontró otro uso del compuesto, a saber, como un retardante de la llama para los poliésteres. Además, se usó HCCPD para hacer un dímero. Este dímero también se conocía como "Mirex" o "dímero de caja" y se ofreció comercialmente como un retardante de llama para ser utilizado en polímeros como el polipropileno. En la década de 1970, se demostró que el dímero MIREX se degrada en el medio ambiente en Kepone, un carcinógeno bien establecido. Este desarrollo planteó preocupación y el uso de MIREX se suspendió por completo. Antes de esto, los aductos de Diels-Alder de HCCPD se desarrollaron con varios dienos cíclicos. Algunos de estos compuestos obtuvieron atención comercial, como el aducto de HCCPD con 1,5-ciclooctadieno, que se vendió bajo el nombre de Dechlorane® Plus. Este retardante de la llama se usó en poliolefinas y nylon y también en cables y cables, debido a su buena resistencia a la humedad. Mientras tanto, la investigación científica también ha demostrado su impacto en el medio ambiente
En la actualidad, casi todos los derivados de HCCPD han sido prohibidos o están bajo consideración para la prohibición, según las deliberaciones de la Convención de Estocolmo sobre contaminantes orgánicos persistentes. Sin embargo, dado que HCCPD es una materia prima versátil para la síntesis de una amplia gama de productos finales, a partir de octubre de 2021 todavía está disponible comercialmente.

## Síntesis y producción
El hexaclorociclopentadieno se prepara mediante la cloración del ciclopentadieno para dar 1,1,2,3,4,5-octaclorociclopentano, que en un segundo paso sufre deshidroclorinación: El primer procedimiento usa hipoclorito alcalino y después de la destilación fraccionada tiene un rendimiento de aproximadamente 75 %, el otro 25% consiste en ciclopentadienos clorados más bajos. El segundo proceso utiliza la decloración térmica, que ocurre a 470-480 °C y da un rendimiento superior al 90%. Por lo tanto, el primer proceso es más fácil de realizar, pero el segundo da un producto más puro.
C5H6 + 6 CL2 → C5H2Cl8 + 4 HCL
C5H2Cl8 → C5Cl6 + 2 HCL
Además de los fabricantes que producen el químico para la síntesis y referencia científicas, hay dos compañías que producen HCCPD para uso industrial: Velsicol Chemical LLC en los Estados Unidos y Jiangsu Anpon Electrochemicals Co. en China. El primero produce el químico a gran escala que se utiliza para producir adherentes de goma, retardantes de llama y pesticidas. Velsicol conoce los peligros de manejar HCCPD y, por lo tanto, requiere que sus compradores pasen por un estricto programa educativo de revisión y educación sobre el almacenamiento, uso y eliminación del químico. La compañía también proporciona hojas de datos de seguridad y una guía de manejo en su sitio web, y ofrece el químico a los compradores de todo el mundo. De la empresa china se conoce menos. Se dice que es una empresa especializada en cloro-álcali y agroquímicos y que opera como subsidiaria de la Corporación Agumical Nacional de China.
Además, el hexaclorociclopentadieno sufre fácilmente la reacción de Diels-Alder para dar una variedad de aductos que se comercializaron como pesticidas. Los principales derivados son:
- aldrin de norbornadieno (el dieldrín relacionado es un metabolito del aldrin)
- Bromocyclen (Bromociclen) más conocido como bromodan de bromuro de alilo
- chlordane de ciclopentadieno, seguido de clorinación
- endrin de acetylene, seguido por ciclopentadieno, seguido por epoxidación
- heptachlor de ciclopentadieno, seguido por monoclorinación
- isobenzan de dihidrofurano seguido por clorinación
- endosulfán de 1,4-dihidroxi-2-buteno, seguido por esterificación con SOCl2
- dienochlor

## Reacciones
El HCCP es electrofílico. Se degrada en la base. La alcohólisis produce cetales C5Cl4(OR)2.
El HCCP sufre fácilmente reacciones de Diels-Alder con alquenos. Esta reacción se usa para producir pesticidas como Aldrin (llamado así por la reacción) e isodrina. La mayoría de estos pesticidas ya no están disponibles comercialmente y están prohibidos por la convención de Estocolmo sobre contaminantes orgánicos persistentes debido a su toxicidad para humanos y animales.

### Biodegradación
En el agua superficial, la fotólisis es la ruta de reacción más común, con una vida media de degradación de 2 a 4 minutos. Más profundo bajo el agua donde menos luz penetra la hidrólisis y la biodegradación son vías prominentes. La siguiente figura da una indicación de posibles vías de degradación cuando el HCCPD se libera al medio ambiente. La luz, el agua y el oxígeno pueden hacer que un doble enlace oxiden para dar una estructura de cetona, que luego puede sufrir un ácido pentaclorodienoico de apertura de anillo y formar anillo, que forma dos especies de butadieno con la liberación de dióxido de carbono. Sin embargo, esto es solo una vía menor.

## Toxicocinética
La absorción de HCCPD en el cuerpo ocurre principalmente a través de los pulmones, el tracto gastrointestinal y la piel. En general, los niveles de HCCPD en la sangre fueron más bajos cuando se administró a través de los alimentos en comparación con cuando se utilizó la inhalación. Esto puede indicar una mala absorción en el tracto gastrointestinal debido a la unión al contenido gastrointestinal. Cuando el HCCPD se absorbe, se distribuye al hígado, los riñones y los pulmones. El órgano con la concentración más alta difiere al comparar ratas y ratones. La concentración más alta en ratas se encuentra en el riñón frente al hígado de los ratones.

### Absorción
Los estudios de absorción pertinentes se realizan utilizando HCCPD radiomarcado. En ratas, la vía de absorción pareció tener un efecto significativo sobre el grado de absorción. Los niveles bajos en la sangre pueden indicar una mala absorción gastrointestinal. Generalmente, el sitio de captación muestra la mayor concentración en animales. En estudios de inhalación, los pulmones mostraron la mayor concentración de HCCPD. La concentración en ese momento encontrada en los riñones era 8 veces mayor en comparación con el hígado. Cuando se administraron dosis orales, la concentración en sangre alcanzó su punto máximo 4 horas después de la ingestión. El patrón de distribución general se mantuvo igual, ya que la concentración encontrada en el hígado fue del 30 al 40 % de lo que se encontró en el hígado. Se encuentran resultados opuestos para los ratones. En ratones, la concentración en el hígado es más alta que en el riñón después de la ingestión oral. La cantidad de HCCPD en los riñones fue entre el 33 y el 50 % de la del hígado.
Para exposiciones orales múltiples en ratas, las concentraciones en estado estacionario variaron entre 10 y 30 días. El hígado alcanzó la concentración de estado estacionario en 30 días. En ese momento, la concentración de HCCPD era aproximadamente la mitad de la que se encontraba en los riñones. En ratones, el estado de equilibrio en el tejido graso y reproductivo se alcanzó en 20 días. En ese momento, la cantidad de HCCPD en el riñón era aproximadamente la mitad de la concentración encontrada en el hígado. En un estudio intravenoso en ratas, la distribución aproximada de HCCPD en los tejidos permaneció igual.

### Toxicodinámica
La oxidación completa del compuesto a dióxido de carbono está limitada ya que aparentemente menos del 1 % del radiomarcador se encuentra en el dióxido de carbono.
Se desconoce la vía exacta para el metabolismo completo de HCCPD. Hay resultados contradictorios de diferentes estudios con respecto a la composición del material excretado. Se encontró que los metabolitos eran polares en un estudio y no polares en el otro. Además, algunos de los metabolitos potenciales como hexacloro-2-ciclopentanona, hexacloro-3-ciclopentanona, hexacloroindona u octacloro-3a,4,7,7a-tetrahidro-4,7-metanoindeno-1,8-diona no fueron aún identificado por la extracción de material excretado.
Como el compuesto sufre fácilmente reacciones de Diels-Alder de forma sintética, es posible que el HCCPD pueda reaccionar directamente con alquenos celulares en una reacción de cicloadición. Esto podría explicar por qué el HCCPD causa efectos en el punto de contacto para todas las posibles vías de exposición, además de las propiedades de unión a los tejidos.

### Excreción
Hay una ligera diferencia en las proporciones de la cantidad excretada en la orina y la cantidad excretada en las heces entre ratas y ratones. Aunque generalmente, la porción más alta de metabolitos radiomarcados se recupera en la orina si se inhala HCCPD. Además, la mayor parte de las moléculas radiomarcadas se recupera en las heces si se ingiere HCCPD por vía oral.